# Letnie Mistrzostwa Estonii w Skokach Narciarskich 2016
Zawody w ramach Letnich Mistrzostw Estonii w skokach narciarskich zostały rozegrane na obiekcie normalnym Tehvandi w Otepää, którego rozmiar wynosi 100 metrów. Wszystkie konkurencje odbyły się tego samego dnia.
W kategorii mężczyzn złoty medal padł łupem kombinatora norweskiego Kristjana Ilvesa. Prócz niego na podium zawodów stanęli także Karl-August Tiirmaa oraz Martti Nõmme, który w miarę regularnie występuje w Pucharze Świata. W zmaganiach skoki oddało 23 zawodników.
Rywalizację kobiet wygrała Łotyszka Šarlote Šķēle, ale ze względu na to, że skakała w zawodach o mistrzostwo Estonii ostatecznie triumf przypadł Triinu Hausenberg. Na podium znalazły się jeszcze Annemarii Bendi oraz Sandra Sillaste.
W konkursie drużynowym na starcie stanęło 9 ekip. Najlepszą z nich okazała się być drużyna Otepää I. Warto zaznaczyć, że jeden z zespołów, a mianowicie drużyna Võru była złożona z dwóch kobiet i mężczyzny.

## Wyniki

### Konkurs indywidualny mężczyzn
| Miejsce | Zawodnik              | Klub         | Skok 1 | Skok 2 | Punkty |
| ------- | --------------------- | ------------ | ------ | ------ | ------ |
| 1.      | Kristjan Ilves        | Elva SK      | 94,5   | 91,0   | 241,5  |
| 2.      | Karl-August Tiirmaa   | Põhjakotkas  | 94,5   | 91,5   | 237,5  |
| 3.      | Martti Nõmme          | Võru SK      | 92,5   | 92,0   | 234,5  |
| 4.      | Artti Aigro           | Põhjakotkas  | 91,0   | 89,5   | 227,0  |
| 5.      | Kenno Ruukel          | Põhjakotkas  | 88,0   | 91,0   | 223,5  |
| 6.      | Han-Hendrik Piho      | SÜ Taevatäht | 91,0   | 88,5   | 223,0  |
| 7.      | Rauno Loit            | Elva SK      | 88,0   | 84,5   | 202,5  |
| 8.      | Kevin Maltsev         | Elva SK      | 82,0   | 89,5   | 202,0  |
| 9.      | Siim-Tanel Sammelselg | Nõmme SK     | 84,5   | 84,0   | 195,5  |
| 10.     | Taavi Pappel          | Nõmme SK     | 82,5   | 86,0   | 194,5  |
| 11.     | Illimar Pärn          | Elva SK      | 83,0   | 84,0   | 192,0  |
| 12.     | Robert Lee            | Nõmme SK     | 80,5   | 82,5   | 183,0  |
| 13.     | Andreas Ilves         | Elva SK      | 87,0   | 75,5   | 178,5  |
| 14.     | Risto Raudberg        | Elva SK      | 84,0   | 76,5   | 173,5  |
| 15.     | Ivo-Niklas Hermanson  | Nõmme SK     | 75,5   | 79,5   | 165,5  |
| ...     |                       |              |        |        |        |

### Konkurs indywidualny kobiet
| Miejsce | Zawodnik          | Klub        | Skok 1 | Skok 2 | Punkty |
| ------- | ----------------- | ----------- | ------ | ------ | ------ |
| 1.      | Triinu Hausenberg | Võru SK     | 61,5   | 62,0   | 89,5   |
| 2.      | Annemarii Bendi   | Võru SK     | 63,5   | 57,5   | 84,0   |
| 3.      | Sandra Sillaste   | Võru SK     | 56,5   | 58,5   | 73,0   |
| 4.      | Meriliis Kukk     | Põhjakotkas | 47,0   | 50,0   | 28,0   |
| -       | Šarlote Šķēle     | Ogres Stils | 74,0   | 68,5   | 134,5  |

### Konkurs drużynowy
| Miejsce | Klub      | Zawodnicy                                      | Punkty |
| ------- | --------- | ---------------------------------------------- | ------ |
| 1.      | Otepää I  | Kenno Ruukel Karl-August Tiirmaa Artti Aigro   | 724,5  |
| 2.      | Elva I    | Rauno Loit Kevin Maltsev Kristjan Ilves        | 695,0  |
| 3.      | Nõmme I   | Robert Lee Taavi Pappel Siim-Tanel Sammelselg  | 582,0  |
| 4.      | Taevatäht | Kail Piho Kaarel Piho Han-Hendrik Piho         | 570,5  |
| 5.      | Elva II   | Risto Raudberg Andreas Ilves Illimar Pärn      | 555,0  |
| 6.      | Nõmme II  | Ivo-Niklas Hermanson Raiko Heide Tanel Levkoi  | 458,5  |
| 7.      | Otepää II | Markkus Alter Aavo Tilga Stever Liivämagi      | 404,0  |
| 8.      | Võru      | Annemarii Bendi Triinu Hausenberg Martti Nõmme | 342,0  |
| 9.      | Nõmme III | Robert Toompuu Karel Rammo Markus Kägu         | 280,5  |